# Quantització BRST
En física teòrica, el formalisme BRST, o quantització BRST (on el BRST fa referència als cognoms de Carlo Becchi, Alain Rouet, Raymond Stora i Igor Tyutin ) denota un enfocament matemàtic relativament rigorós per quantificar una teoria de camps amb una simetria gauge. Les regles de quantització dels marcs anteriors de la teoria quàntica de camps (QFT) s'assemblaven més a les "prescripcions" o les "heurístiques" que a les proves, especialment en QFT no abelians, on l'ús de " camps fantasma " amb propietats superficialment estranyes és gairebé inevitable per raons tècniques relacionades amb renormalització i cancel·lació d'anomalies.
La supersimetria global BRST introduïda a mitjans de la dècada de 1970 es va entendre ràpidament per racionalitzar la introducció d'aquests fantasmes Faddeev-Popov i la seva exclusió dels estats asimptòtics "físics" quan es realitzaven càlculs QFT. De manera crucial, aquesta simetria de la integral del camí es conserva en ordre de bucle i, per tant, impedeix la introducció de contratermes que podrien fer malbé la renormalització de les teories de gauge. Obra d'altres autors  uns anys més tard va relacionar l'operador BRST amb l'existència d'una alternativa rigorosa a les integrals de camí quan es quantifica una teoria gauge.
Només a finals de la dècada de 1980, quan QFT es va reformular en llenguatge de paquets de fibres per a l'aplicació a problemes en la topologia de varietats de dimensions baixes (teoria de camp quàntica topològica), es va fer evident que la "transformació" de BRST és fonamentalment geomètrica. En aquest sentit, la "quantització BRST" esdevé més que una forma alternativa d'arribar a fantasmes que cancel·len anomalies. És una perspectiva diferent del que representen els camps fantasma, per què funciona el mètode Faddeev-Popov i com es relaciona amb l'ús de la mecànica hamiltoniana per construir un marc pertorbatiu. La relació entre la invariància gauge i la "invariància BRST" obliga a triar un sistema hamiltonià els estats del qual es componen de "partícules" segons les regles familiars del formalisme de quantificació canònica. Per tant, aquesta condició de consistència esotèrica s'acosta bastant a explicar com sorgeixen els quants i els fermions a la física per començar.
En determinats casos, especialment la gravetat i la supergravetat, el BRST ha de ser substituït per un formalisme més general, el formalisme Batalin-Vilkovisky.

## Resum tècnic
La quantificació BRST és un enfocament geomètric diferencial per realitzar càlculs pertorbatius consistents i lliures d'anomalies en una teoria de gauge no abeliana. La forma analítica de la "transformació" de BRST i la seva rellevància per a la renormalització i la cancel·lació d'anomalies van ser descrites per Carlo Maria Becchi, Alain Rouet i Raymond Stora en una sèrie d'articles que van culminar amb la "Renormalització de les teories de gauge" de 1976. La transformació equivalent i moltes de les seves propietats van ser descobertes independentment per Igor Viktorovich Tyutin. Taichiro Kugo i Izumi Ojima van aclarir la seva importància per a la quantificació canònica rigorosa d'una teoria de Yang-Mills i la seva aplicació correcta a l'espai Fock de configuracions de camp instantànies. Els treballs posteriors de molts autors, en particular Thomas Schücker i Edward Witten, han aclarit la importància geomètrica de l'operador BRST i camps relacionats i han posat èmfasi en la seva importància per a la teoria quàntica de camps topològica i la teoria de cordes.
En l'enfocament BRST, es selecciona un procediment de fixació de calibres amigable per a pertorbacions per al principi d'acció d'una teoria de calibres utilitzant la geometria diferencial del paquet de calibres en què viu la teoria de camps. A continuació, es quantifica la teoria per obtenir un sistema hamiltonià a la imatge d'interacció de manera que els camps "no físics" introduïts pel procediment de fixació de calibre resolguin anomalies de calibre sense aparèixer en els estats asimptòtics de la teoria. El resultat és un conjunt de regles de Feynman per utilitzar-les en una expansió pertorbativa de la sèrie de Dyson de la matriu S que garanteixen que sigui unitària i renormalitzable en cada ordre de bucle; en definitiva, una tècnica d'aproximació coherent per fer prediccions físiques sobre els resultats de la dispersió. experiments.

### BRST clàssic
Això està relacionat amb una varietat supersimplectica on els operadors purs es classifiquen per nombres fantasmes integrals i tenim una cohomologia BRST.

## Transformació de gauge en QFT
Des d'una perspectiva pràctica, una teoria quàntica de camps consisteix en un principi d'acció i un conjunt de procediments per realitzar càlculs pertorbatius. Hi ha altres tipus de "controls de seny" que es poden realitzar en una teoria de camps quàntics per determinar si s'adapta a fenòmens qualitatius com el confinament de quarks i la llibertat asimptòtica. Tanmateix, la majoria dels èxits predictius de la teoria quàntica de camps, des de l'electrodinàmica quàntica fins a l'actualitat, s'han quantificat fent coincidir els càlculs de la matriu S amb els resultats dels experiments de dispersió.
En els primers dies de QFT, s'hauria hagut de dir que les prescripcions de quantificació i renormalització formaven part del model tant com la densitat lagrangiana, especialment quan es basaven en el poderós però matemàticament mal definit formalisme integral del camí. Ràpidament es va fer evident que QED era gairebé "màgic" en la seva relativa manejabilitat, i que la majoria de les maneres en què es podria imaginar estendre-la no produirien càlculs racionals. No obstant això, una classe de teories de camp va continuar sent prometedora: les teories gauge, en què els objectes de la teoria representen classes d'equivalència de configuracions de camp físicament indistinguibles, dues de les quals estan relacionades per una transformació gauge. Això generalitza la idea de QED d'un canvi de fase local a un grup de Lie més complicat.
El propi QED és una teoria gauge, igual que la relativitat general, encara que aquesta última ha demostrat ser resistent a la quantificació fins ara, per raons relacionades amb la renormalització. Una altra classe de teories gauge amb un grup gauge no abelià, començant per la teoria de Yang-Mills, es va fer susceptible de quantificar a finals dels anys 60 i principis dels 70, en gran part gràcies al treball de Ludwig D. Faddeev, Victor Popov, Bryce DeWitt i Gerardus 't Hooft. No obstant això, va seguir sent molt difícil de treballar fins a la introducció del mètode BRST. El mètode BRST va proporcionar les tècniques de càlcul i les proves de renormalització necessàries per extreure resultats precisos tant de les teories "ininterrompudes" de Yang-Mills com d'aquelles en què el mecanisme de Higgs condueix a la ruptura espontània de la simetria. Els representants d'aquests dos tipus de sistemes Yang-Mills —cromodinàmica quàntica i teoria electrofeble— apareixen al model estàndard de la física de partícules.
S'ha demostrat bastant més difícil demostrar l' existència de la teoria de camps quàntica no abeliana en un sentit rigorós que obtenir prediccions precises mitjançant esquemes de càlcul semi-heurístic. Això es deu al fet que l'anàlisi d'una teoria quàntica de camps requereix dues perspectives matemàticament entrellaçades: un sistema lagrangià basat en l'acció funcional, compost de camps amb valors diferents en cada punt de l'espai-temps i operadors locals que actuen sobre ells, i un sistema hamiltonià a la imatge de Dirac, compost per estats que caracteritzen tot el sistema en un moment determinat i operadors de camp que actuen sobre ells. El que fa que això sigui tan difícil en una teoria gauge és que els objectes de la teoria no són realment camps locals a l'espai-temps; són camps locals invariants a la dreta en el paquet de gauge principal, i diferents seccions locals a través d'una part del paquet de gauge, relacionats per transformacions passives, produeixen diferents imatges de Dirac.
A més, una descripció del sistema en el seu conjunt en termes d'un conjunt de camps conté molts graus de llibertat redundants; les diferents configuracions de la teoria són classes d'equivalència de configuracions de camp, de manera que dues descripcions relacionades entre si per una transformació de gauge també són realment la mateixa configuració física. Les "solucions" d'una teoria quantificada de gauge no existeixen en un espai senzill de camps amb valors en cada punt de l'espai-temps, sinó en un espai quocient (o cohomologia) els elements del qual són classes d'equivalència de configuracions de camps. Amagar-se en el formalisme BRST és un sistema per parametritzar les variacions associades a totes les transformacions de gauge actives possibles i tenir en compte correctament la seva irrellevància física durant la conversió d'un sistema lagrangià a un sistema hamiltonià.